# Aethomys ineptus
Aethomys ineptus es una especie de roedor de la familia Muridae.

## Distribución geográfica
Se encuentra en Sudáfrica y Suazilandia; quizá en países adyacentes.

## Hábitat
Su hábitat natural son: son los bosques templados, matorrales templados, y los pastizales templados.